# Marše

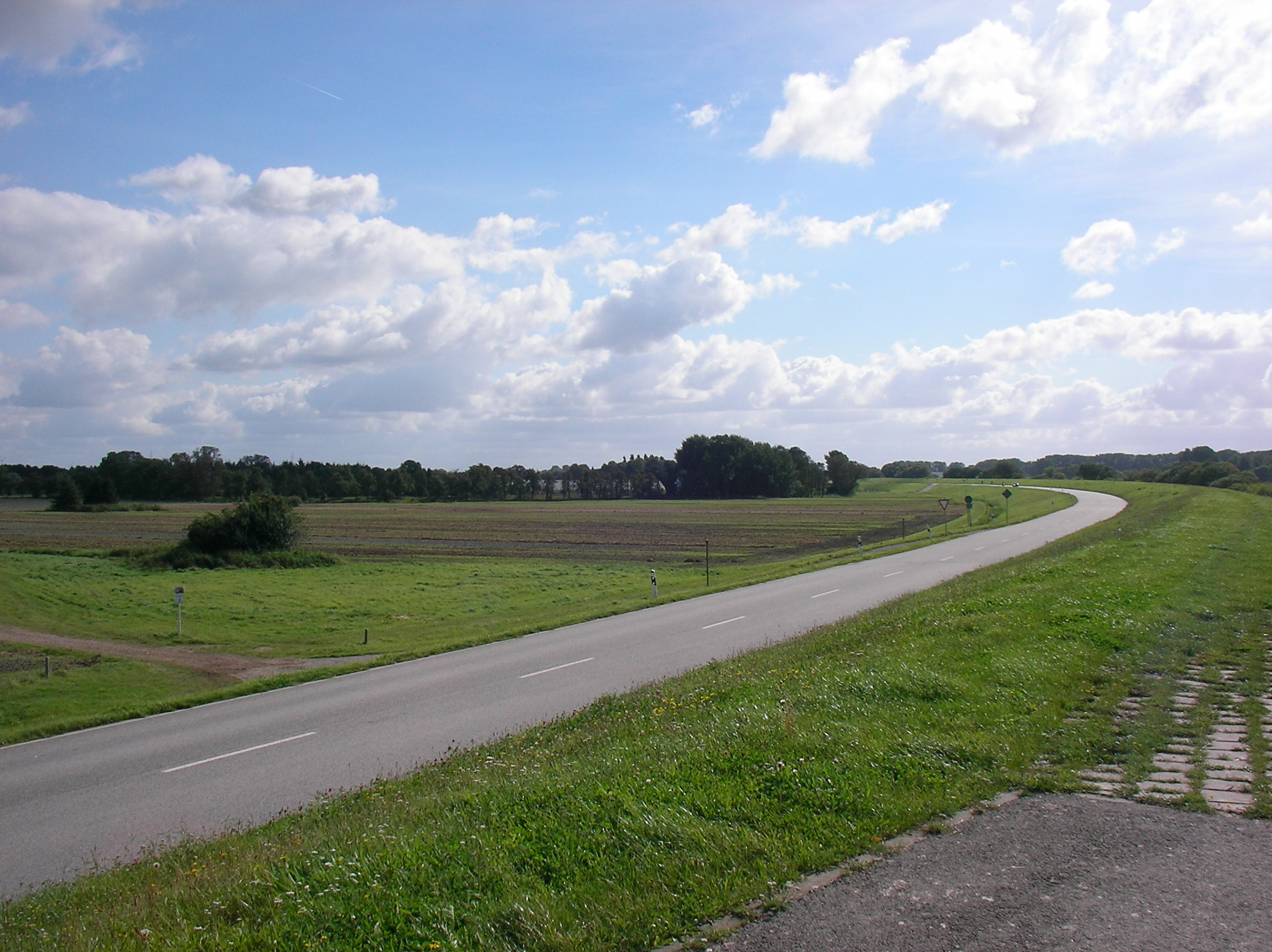
Kilometry dlouhá marše ve Vier- und Marschlanden v Elbdeichu

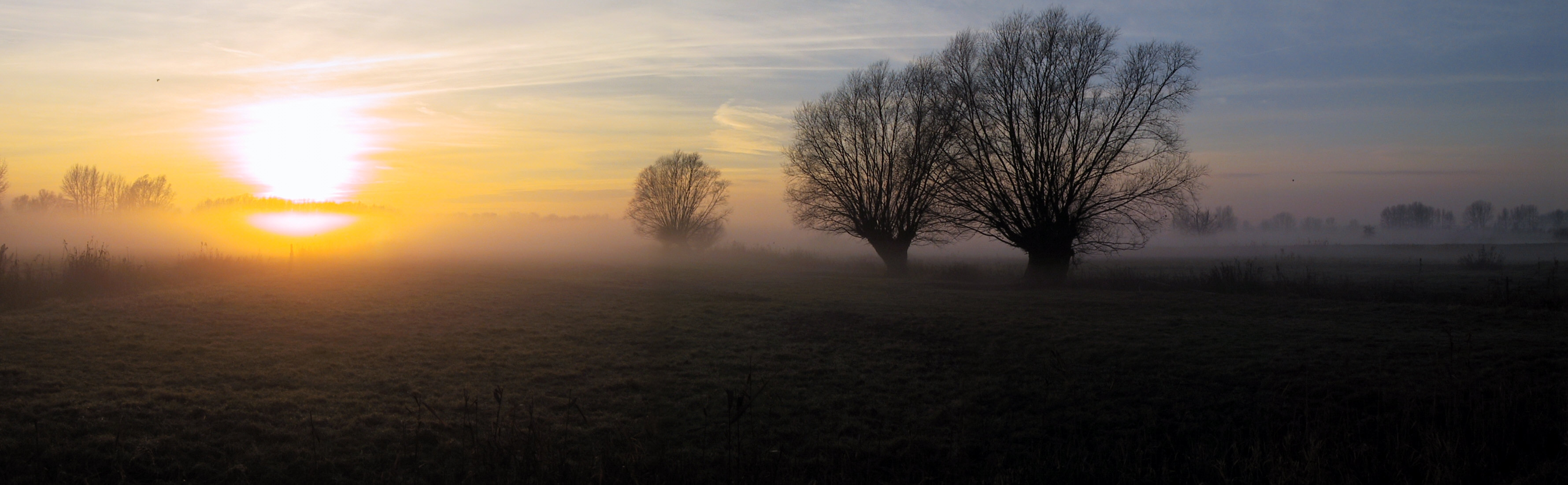
Wedeler Marschlandschaft ve Šlesvicku-Holštýnsku

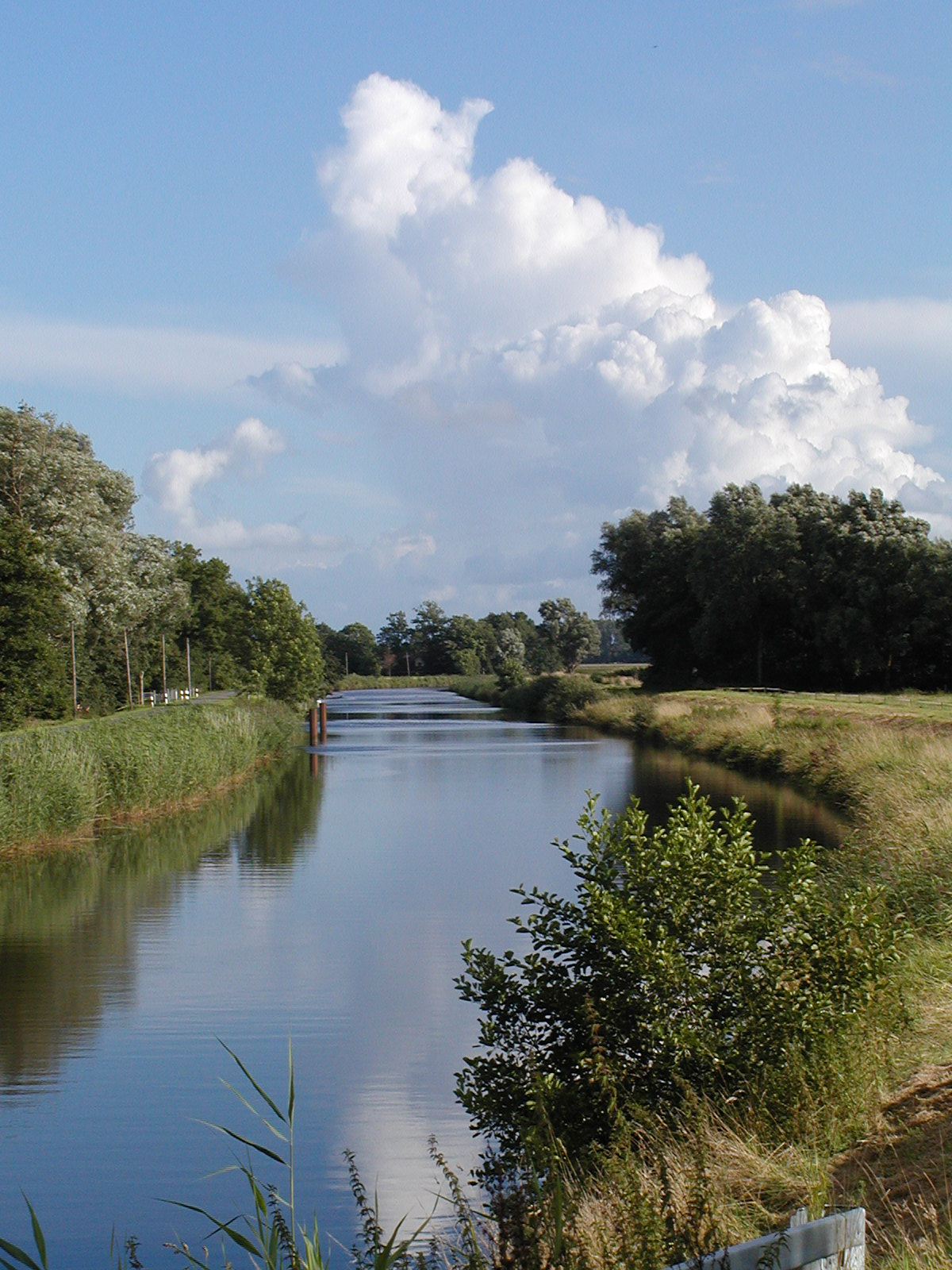
Hadler Kanal odvodňuje marši

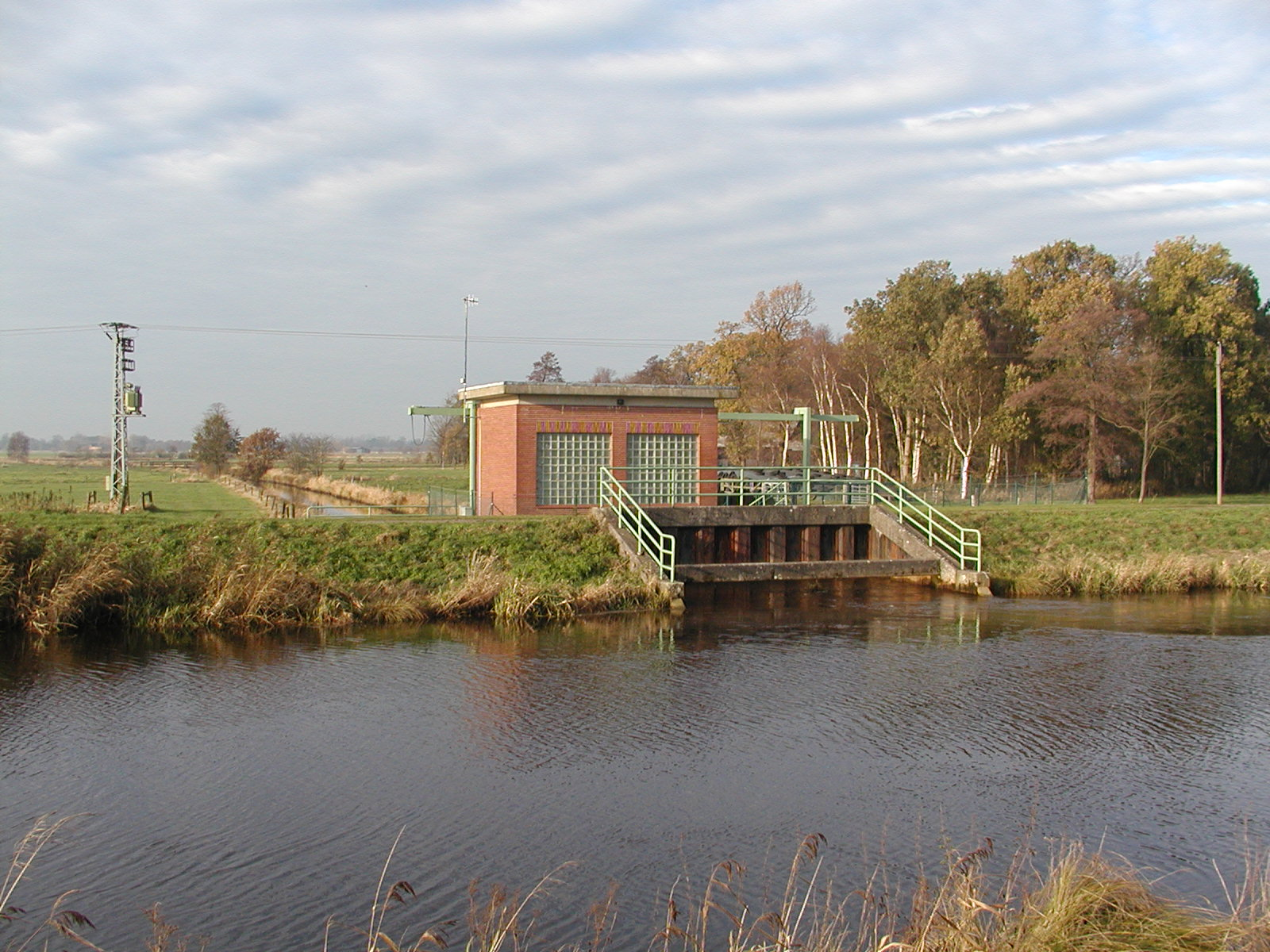
Nízko položená marše a odvodňovací kanál

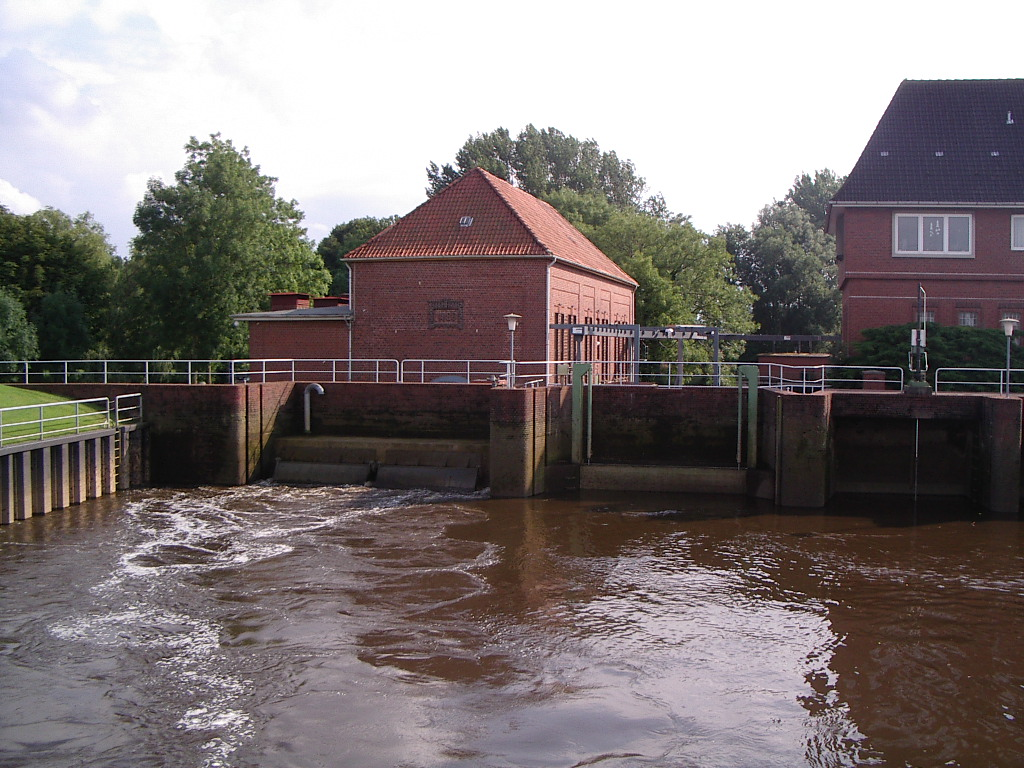
Čerpadlo v Otterndorfu (Land Hadeln) se svého času pyšnilo největším odstředivým čerpadlem v Evropě.

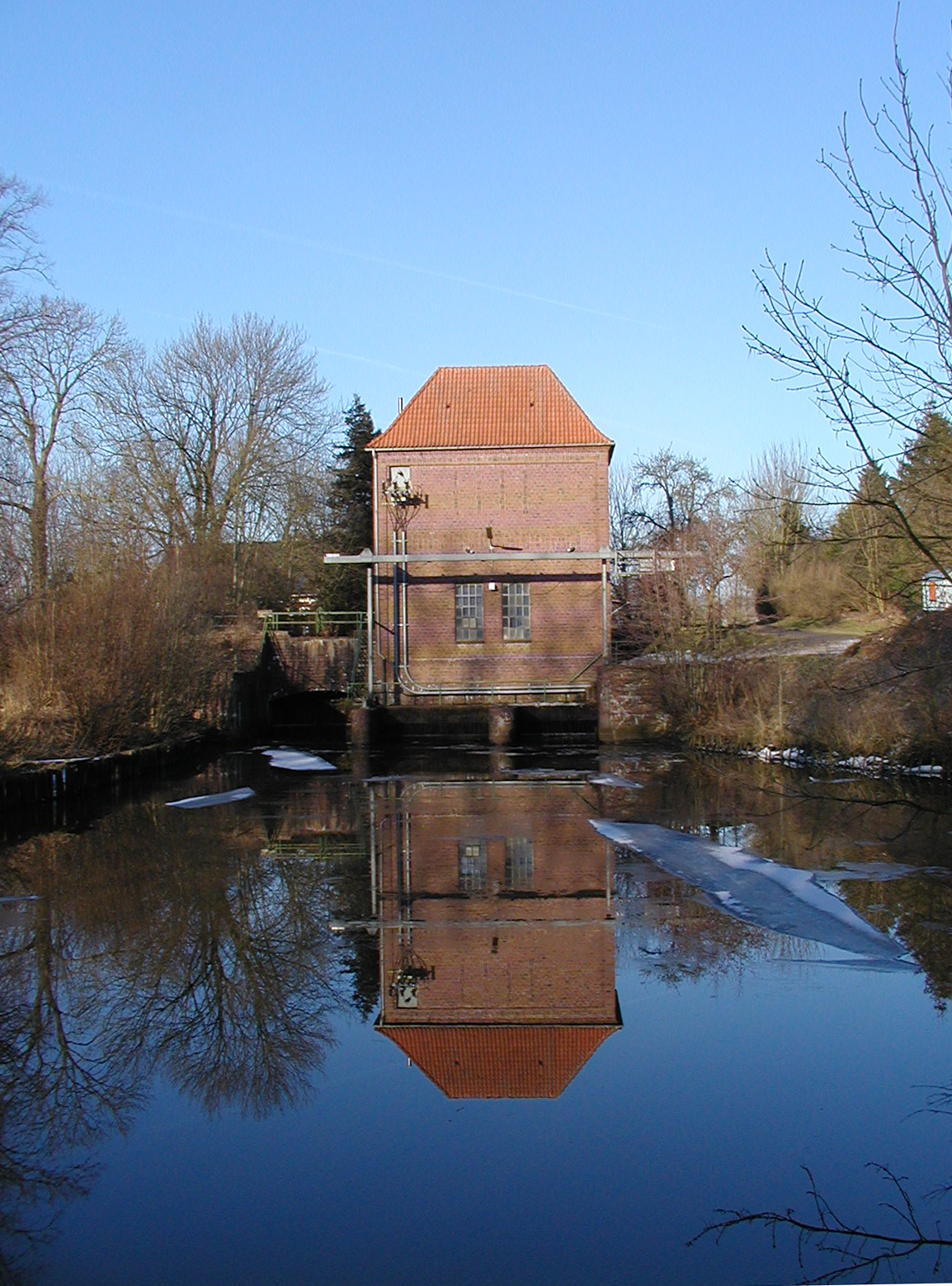
Čerpadlo v Neuhausu

Marše (německy Marsch), dolnoněmecky a starosasky mersc, též Masch, Mersch nebo Schwemmland (naplavená země) je typ úrodné krajiny v severním Německu. Jde o holocenní oblast podél řek a mořského pobřeží.

## Charakteristika
Obecně jsou marše ploché pásy půdy bez přírodních vyvýšenin. Leží zhruba v úrovni mořské hladiny. Táhnou se do vnitrozemí podél wattů a slanisek a sahají až ke geestům, které jsou pleistocenního původu. Z hlediska vzniku patří k nejmladším geologickým útvarům: jsou holocenního stáří, čili až po poslední době ledové.
V Německu jsou rozsáhlé marše jednak přímo u Severního moře, jednak jako říční marše v oblastech zaplavovaných přílivem, zvláště podél Labe, Wesery, Eideru, Oste a Emsu. Oblast marší podél německého, nizozemského a dánského pobřeží Severního moře představuje nejrozlehlejší krajinu tohoto typu na světě. Vzdálenost mezi nizozemským Den Helder a dánským Esbjergem představuje zhruba 550 km.
Lidově se za „marše“ označují také další území ve vnitrozemí (např. Leinemasch a Maschsee v Hannoveru), pedologicky a hydrologicky přesnější označení je však v těchto případech říční niva.
Marše se také rozlišují podle stáří nebo vzdálenosti od moře:
- mořské marše
- přechodové a brakické marše
- říční marše
- slatinné marše
- mladé a staré marše

## Vznik
Předstupněm marše je watt. Marše vznikají postupným zanášením slanisek usazeninami a pionýrskými rostlinami. Tento přírodní proces v minulosti využívali obyvatelé pobřeží k získávání půdy. Rychlost usazování je nejvyšší v době, kdy ještě marše neční příliš vysoko nad hladinu moře. Vysoký příliv nebo rozbouřené moře přinášejí materiál, který se ukládá na konci zaplavovaného území, protože vlny zde už ztrácejí sílu a nedokážou ho spláchnout zase zpátky.
Tak vzniká těsně podél pobřeží nebo na břehu řeky lehce zvýšené pásmo (Hochland). Hlouběji ve vnitrozemí, kde už se materiál neukládá, vzniká nízko položená pastvina (Sietland). Rozdíl výšky mezi Hochlandem a Sietlandem může pozvolna narůst až na několik metrů. V Sietlandu se může nahromadit srážková voda a prosakující podzemní voda z geestu, čímž vznikne močál (Niedermoor).
Marše byly dříve obehnány umělými hrázemi kvůli získávání půdy a ochraně před záplavami. Oblasti takto chráněné řekami a rybníky se označují koog (ve Šlesvicku-Holštýnsku), groden (v Dolním Sasku) nebo polder (v Nizozemsku). V oblastech, které nebyly před záplavami chráněny hrázemi, se selské dvory a osady stavěly na uměle nakupených několikametrových vyvýšeninách (Warften, Wurten, Terpen).
Půda marší se udržuje suchá pomocí systémů příkopů, stavidel a čerpadel. Bez umělého odvodňování by marše byla neobyvatelnou mokřinou. Vysoušením se naopak získává půda, částečně dokonce pod úrovní hladiny moře. Nejnižší bod Německa se nachází na okraji obce Neuendorf-Sachsenbande ve Wilstermarsch, západně od Itzehoe ve Šlesvicku-Holštýnsku, a leží 3,54 metrů pod úrovní moře.

## Využití
Marše v severozápadním Německu jsou téměř celé zemědělsky využívány, podle druhu půdy buď jako louky a pastviny, nebo jako orná půda. Mladé marše jsou zpravidla velmi úrodné. Například Dithmarschen jsou známé produkcí zelí, Altes Land je jednou z největších ovocnářských oblastí ve střední Evropě, Vierlande a Marschlande v Hamburku patří k významným oblastem pěstování zeleniny a květin. V Sietlandu jsou nicméně kvůli problematickému odvodňování nejčastěji k vidění louky a pastviny.
Úrodnost marší je způsobena několika faktory. Jílové půdy jsou těžké, díky aerosolům také jemnozrnné a bohaté na živiny. Vzhledem k blízkosti pobřeží je podnebí vyrovnanější než ve vnitrozemí, zvláště mrazy jsou zde řídké. Pro zdejší mikroklima jsou také důležité četné odvodňovací kanály, které poskytují ochranu před mrazem na jaře a velkým horkem v létě. Kromě toho mají marše vysokou hladinu podzemní vody, takže zásobování rostlin vodou je výrazně lepší než v geestu.
Úrodná půda byla také příčinou samostatného kulturního a historického vývoje marší, např. dlouhého období samostatnosti Dithmarschen. Obyvatelé marší se často až do 20. století vymezovali proti chudším obyvatelům geestu. Považovalo se za nevhodné uzavřít sňatek s někým z geestu a mohlo to vést až k vydědění z rodiny nebo obce.

## Marše v Německu
- Dolní Sasko: Emsmarschen (Rheiderland, Krummhörn), Ostfriesische Seemarschen, Wesermarschen (Jader Marsch, Stedingen, Butjadingen, Land Wursten), Elbmarschen (Land Hadeln, Kehdingen, Altes Land, Steller Marsch, Winsener Marsch, Samtgemeinde Elbmarsch), Ostemarsch.
- Šlesvicko-Holštýnsko: Zemský okres Severní Frísko, Zemský okres Dithmarsche, Elbmarschen (Haseldorfer Marsch, Kremper Marsch, Seestermüher Marsch, Wilstermarsch).
- Hamburk: Altes Land, Wilhelmsburg (Elbinsel), Vierlande, Marschlande